# (79969) 1999 CP133
(79969) 1999 CP133, cũng được viết (79969) 1999 CP133, là một vật thể ngoài Sao Hải Vương. Nó được phát hiện ngày 11 tháng 2 năm 1999 bởi Chad Trujillo, Jane Lưu và David C. Jewitt tại đài quan sát Mauna Kea, Hawaii.
Nó có cộng hưởng quỹ đạo 4:5 với Sao Hải Vương.